# Mount Grieg
Mount Grieg är ett berg i Antarktis. Det ligger i Västantarktis. Argentina, Chile och Storbritannien gör anspråk på området. Toppen på Mount Grieg är 800 meter över havet.
Terrängen runt Mount Grieg är kuperad västerut, men österut är den platt. Trakten är obefolkad. Det finns inga samhällen i närheten.